# Cherry Creek (Kolorado)
Cherry Creek – jednostka osadnicza w Stanach Zjednoczonych, w stanie Kolorado, w hrabstwie Arapahoe.